# Угольское (Островский район)
Угольское — село в Островском районе Костромской области. Входит в состав Адищевского сельского поселения.

## География
Село расположено в южной части области на расстоянии примерно в 20 километрах по прямой к юго-западу от районного центра посёлка Островское.
Часовой пояс
Село Угольское как и вся Костромская область, находится в часовой зоне МСК (московское время). Смещение применяемого времени относительно UTC составляет +3:00.

## Население
| 2008 | 2010 | 2014 |
| ---- | ---- | ---- |
| 13   | ↗18  | ↗21  |

Национальный состав
Согласно результатам переписи 2002 года, в национальной структуре населения русские составляли 95 % из 22 чел..